# Segelfluggelände Schnuckenheide-Repke

i7
i11
i13
Das Segelfluggelände Schnuckenheide-Repke, das von 1954 bis 2015 betrieben wurde, lag in der Lüneburger Heide in der Nähe der Ortschaft Repke im Landkreis Gifhorn. Benannt wurde es auch nach der benachbarten Schnuckenheide. Bedingt durch den sandigen Heideboden ergaben sich gute thermische Verhältnisse. 
Das Segelfluggelände besaß eine 1000 m lange Graspiste für Segelflugzeuge, Motorsegler und Schleppmaschinen.
Betrieben wurde der Platz von der 1953 gegründeten Luftsportvereinigung Altkreis Isenhagen e.V. Im März 2015 wurde bekannt, dass der Pachtvertrag zum Jahresende gekündigt wurde.

## Zwischenfälle
Am 3. August 2015 ereignete sich ein Zwischenfall, bei dem ein Pilot aus Esslingen am Neckar schwer verletzt wurde. Er befand sich mit seinem Segelflugzeug nach einem Übungsflug im Landeanflug, als das Flugzeug aus 10 Metern unkontrolliert abstürzte. Der Pilot wurde anschließend mit einem Rettungshubschrauber in die Medizinische Hochschule Hannover und ein Vertreter der Bundesstelle für Flugunfalluntersuchung nahm die Ermittlungen auf.